# JADE (langage)
Pour les articles homonymes, voir Jade (homonymie).
JADE est une plateforme de programmation multi-agent implémentée en Java. Les agents qui tournent sous JADE communiquent via le langage Agent Communication Language ou ACL.